# لاخ سفید (نهبندان)
لاخ سفید یک روستا در ایران است که در دهستان نه واقع شده‌است.